# Grito

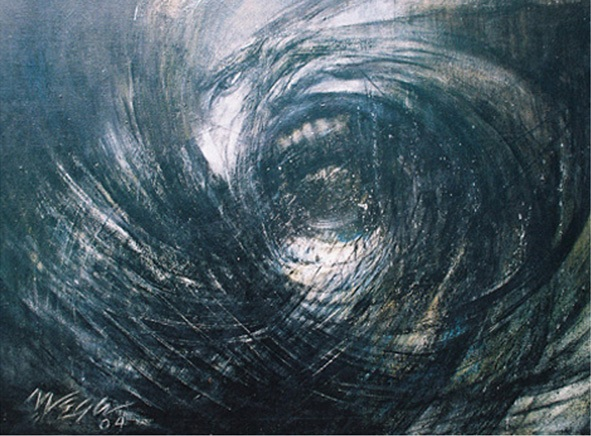
"El Grito" por artista mexicano Mauricio García

Un grito, alarido, chillido (si es agudo e inarticulado) o vociferación es una vocalización ruidosa e intensa en la que el aire pasa a través de las cuerdas vocales con mayor fuerza que se utiliza en la vocalización ordinario o cierre a distancia, cuya intención es expresar una reacción emocional específica. Aunque técnicamente este proceso puede ser realizado por cualquier criatura que posea pulmones, por lo general los términos anteriores se aplican específicamente a la vocalización humana.
Los gritos varían de tono, en las mujeres jóvenes y chicas adolescentes el grito es muy agudo, en las mujeres ancianas el tono pierde agudez, y en los hombres y chicos adolescentes el grito es grave. Entre los 2 y 6 años, los niños y niñas tienen gritos muy agudos.

## Razones emocionales
La motivación para gritar varia, y puede ser hecho de manera deliberada, o simplemente, como una reacción. En esencia, el motivo principal, en todas las situaciones, es la comunicación. Estos arrebatos transmiten alarma, sorpresa, disgusto o indignación, o tal vez para llamar la atención de otra persona o un animal.

### El miedo y la sorpresa
Cuando los seres humanos se asustan, tienden a gemir o gritar. Esto es a la vez para transmitir el miedo y para llamar la atención sobre sí mismos, aumentando la posibilidad de recibir ayuda de otros. Esta acción también sirve como una posible táctica de defensa, ya que los gritos pueden asustar a un agresor o hacerlo vacilar, lo que da la oportunidad de escapar.
Además, cuando la gente no espera algo y viene de repente, se sorprende. Si una persona se acerca a otra y salta sobre ellas o le grita al oído, o, posiblemente, sacude o sacudidas ellos, los objetivos de tales bromas suelen gritar en estado de shock o sorpresa.

### Felicidad
La gente puede gritar cuando vence por alegría o emoción, como cuando se gana un juego, concurso, competencia, o premio.

### Peligro y dolor

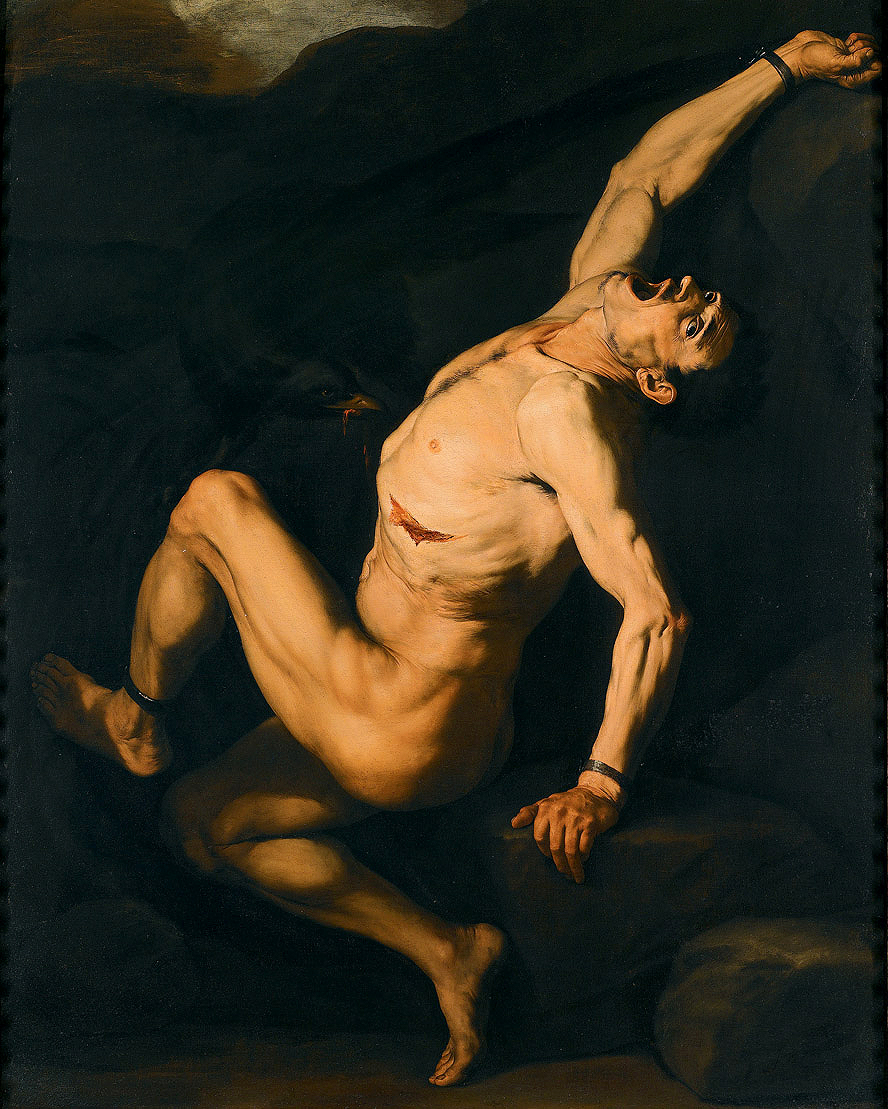
Prometeo de José de Ribera.

Gritar para informar a otros del peligro es un proceso evolutivo de los animales sociales. Tal acción puede considerarse altruista, ya que anuncia el peligro a los demás, mientras que al mismo tiempo revela la posición que uno anuncia el peligro.
Con frecuencia, cuando las personas sufren lesiones u otras experiencias dolorosas, tales como romperse los huesos o herirse de bala, gritan de dolor o sorpresa. Muchas veces, estas vociferaciones son acompañadas de llanto y sollozos, y cuando se hace así, puede muy bien ser utilizado el sinónimo "lamento" para describir este tipo de vocalización. Estos gritos pueden ser utilizados para hacer frente a la conmoción de los hechos y también puede ser utilizada por otras personas como una manera de evitar esos peligros.

## Otros propósitos

### Música
A veces, en música, se utilizan gritos o voz más fuerte de lo normal. Se trata de una técnica vocal cada vez más común, especialmente utilizado en numerosas formas de heavy metal y hardcore punk.

### Diálogo

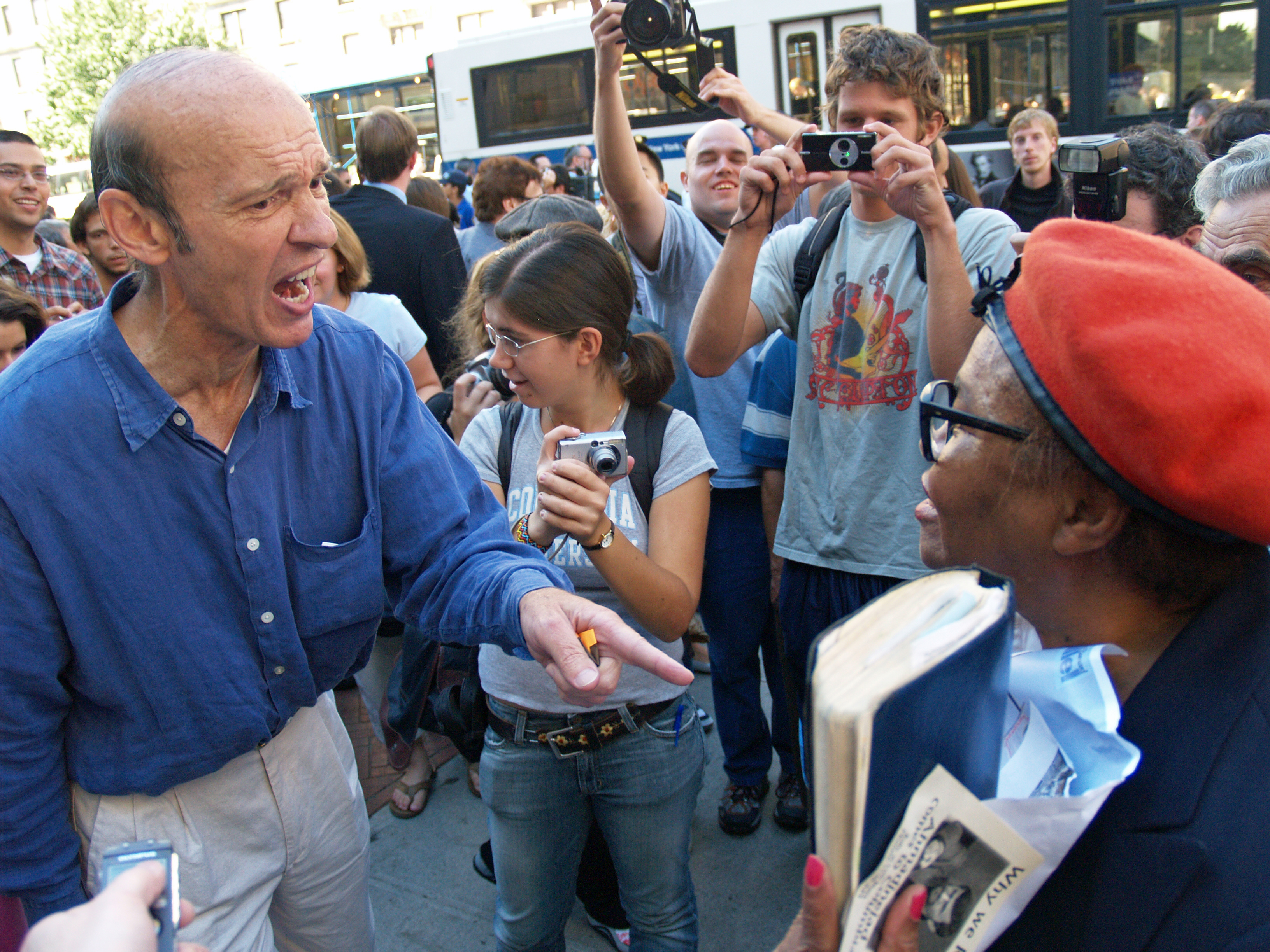
Dos personas discutiendo en un "encuentro de gritos".

Algunas personas, cuando argumentan, comienzan a alzar sus voces hasta el punto de que comienzan a gritase el uno al otro en ira mientras continúan con su cambio de debate. Esta práctica se denomina "encuentro de gritos".

## El nivel de audio
Los niveles de volumen de lanzamientos de grito puede ser muy alto, y esto se ha convertido en un problema en el deporte del tenis, en particular con respecto al gruñido de tenis de María Sharápova que se han valorado en el más alto, con 101,2 decibelios. El grito verificado más fuerte efectuado por un ser humano mide 129 dBA, un récord establecido por el asistente de enseñanza Jill Drake en 2000. El grito más fuerte hecho por una multitud fue hecho por un grupo de Scouts finlandeses y se midió a un nivel de 127.2 dBA., en los terrenos de Metsäkoulu Toivala, el Siilinjärvi, Finlandia el 16 de abril de 2005.